# NGC 1326
NGC 1326 (другие обозначения — ESO 357-26, MCG -6-8-11, IRAS03220-3638, FCC 29, PGC 12709) — линзообразная галактика (SB0) в созвездии Печь. Открыта Джоном Гершелем в 1837 году. Описание Дрейера: «довольно тусклый объект, сильно более яркий в середине и в ядре, возможно, планетарная туманность». В центре галактики происходит активное звездообразование.
Этот объект входит в число перечисленных в оригинальной редакции «Нового общего каталога». В атласе галактик де Вокулёра галактика служит примером галактики типа (R1)SAB(r)0/a.
NGC 1326 входит в состав группы галактик NGC 1399. Помимо NGC 1326 в группу также входят ещё 41 галактика. Кроме того, галактика входит в состав Скопления Печи.